# Meister von Calamarca

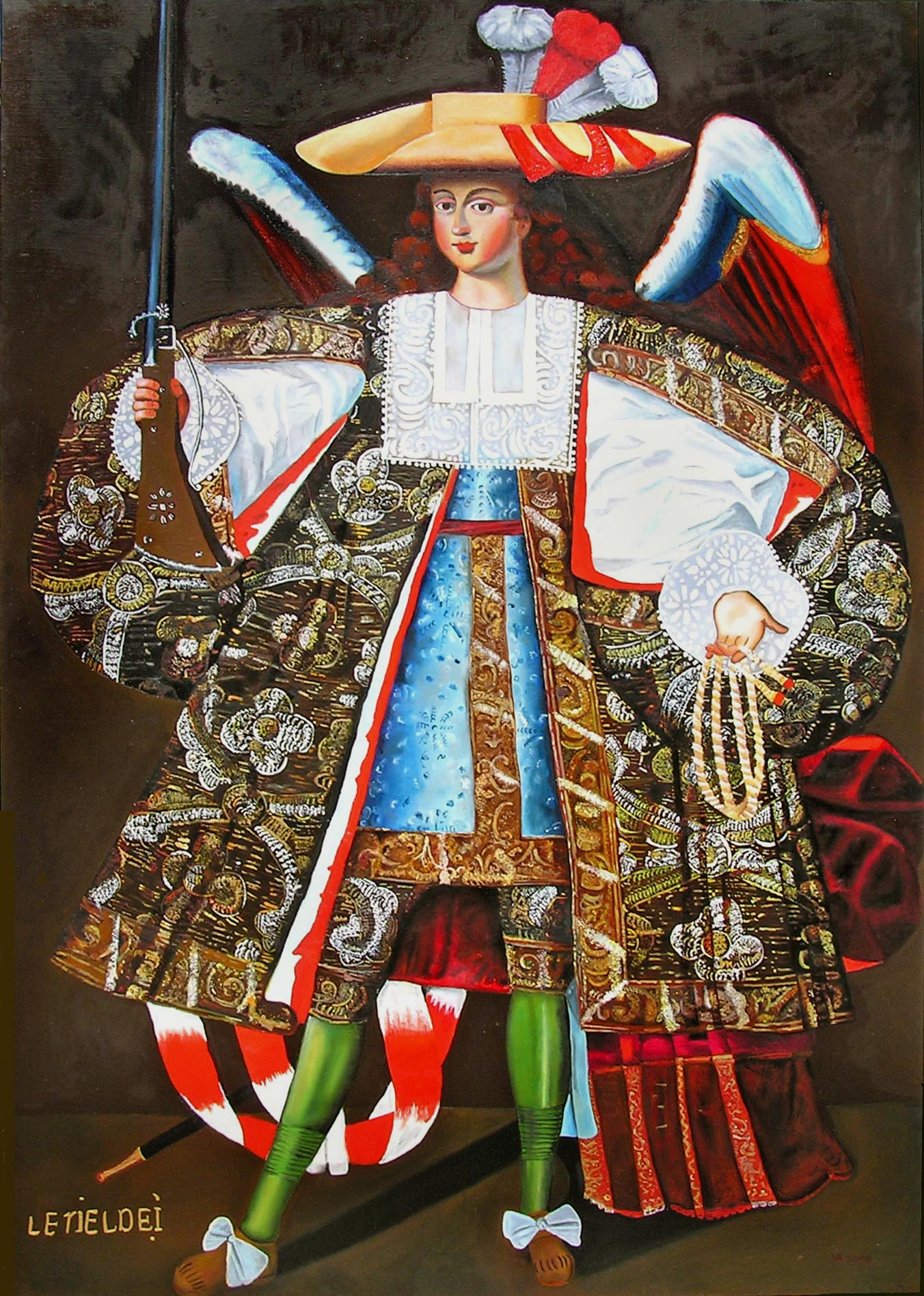
Meister von Calamarca: Der Engel Letiel. (Kopie nach dem Original)

Mit Meister von Calamarca wird der namentlich nicht bekannte latein-amerikanische barocke Maler bezeichnet, der um ca. 1680 oder um ca. 1750 für die Kirche von Calamarca im heutigen Bolivien zwei Folgen von Engeln geschaffen hat. Seine Bilder in Öl auf Holz gelten als bedeutende Beispiele des latein-amerikanischen Barock (barroco americano) im damaligen Vizekönigreich Peru. Sie zeigen einen eigenen lokalen Stil, der in Farbzusammenstellung und Motivwahl Elemente des Kunst- und Religionsverständnisses der einheimischen Bevölkerung mit dem aus Europa eingeführten Barockstil verbindet. 
Bekannt sind die ungewöhnlichen Bilder des Meisters von Engeln mit Feuerwaffen (Arcabuces).

## Werke (Auswahl)

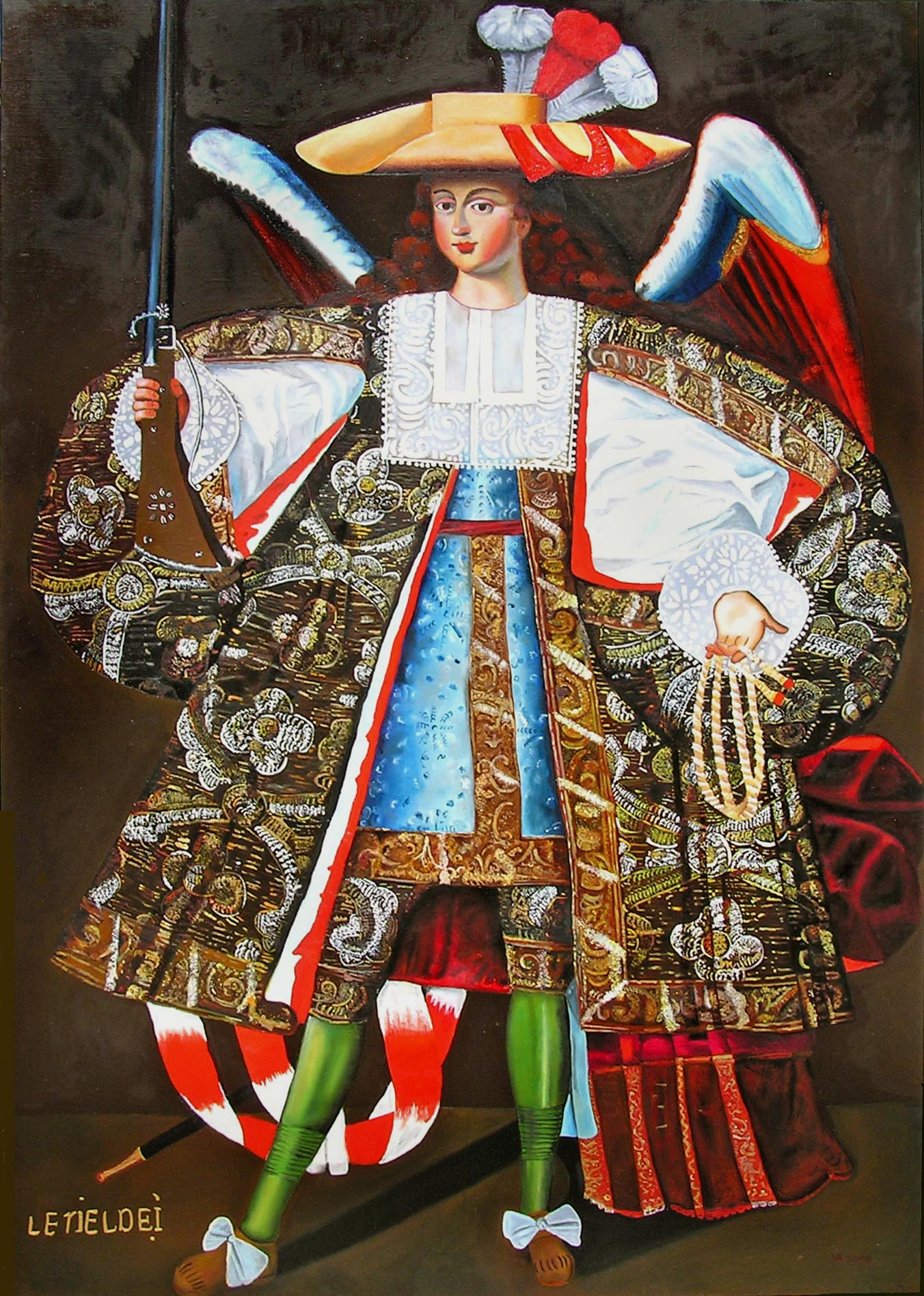
Engel Letiel
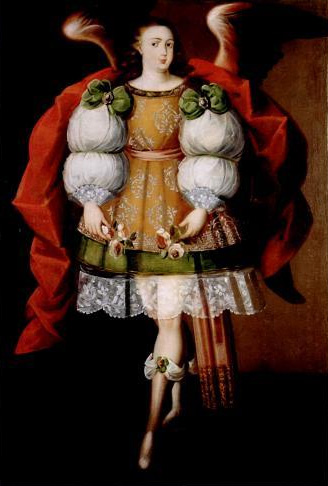
Engel Barachiel
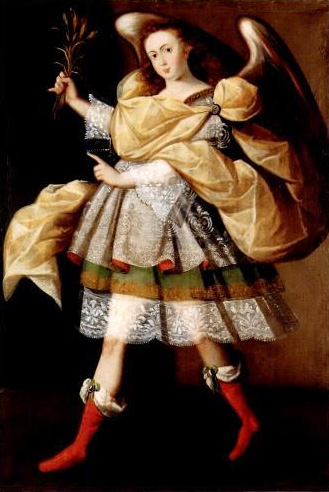
Engel mit Getreide-Garbe